# Кубок Швейцарії з футболу 2001—2002
Кубок Швейцарії з футболу 2001–2002 — 77-й розіграш кубкового футбольного турніру у Швейцарії. Титул вшосте здобув Базель.

## Календар
| Раунд           | Дата                 | Матчі | Клуби     |
| --------------- | -------------------- | ----- | --------- |
| Перший раунд    | 11-12 серпня 2001    | 68    | 207 → 139 |
| Другий раунд    | 24-26 серпня 2001    | 58    | 139 → 81  |
| Третій раунд    | 16 вересня 2001      | 29    | 81 → 52   |
| Четвертий раунд | 5-20 жовтня 2001     | 20    | 52 → 32   |
| 1/16 фіналу     | 10-21 листопада 2001 | 16    | 32 → 16   |
| 1/8 фіналу      | 16-17 лютого 2002    | 8     | 16 → 8    |
| 1/4 фіналу      | 21 березня 2002      | 4     | 8 → 4     |
| 1/2 фіналу      | 11 квітня 2002       | 2     | 4 → 2     |
| Фінал           | 12 травня 2002       | 1     | 2 → 1     |

## 1/16 фіналу
| Команда 1               | Рахунок      | Команда 2         |
| ----------------------- | ------------ | ----------------- |
| 10 листопада 2001       |              |                   |
| Янг Фелловз Ювентус (3) | 1:2          | Люцерн            |
| Ванген-бай-Ольтен (3)   | +:-          | Серветт           |
| Віттенбах (4)           | 1:4          | Грассгоппер       |
| Шоц (3)                 | 0:3          | Цюрих             |
| Волен (3)               | 0:3          | ФК Шаффгаузен (3) |
| Конкордія (Базель) (2)  | 0:5          | Базель            |
| 11 листопада 2001       |              |                   |
| Дюрренашт (4)           | 1:4          | Делемон (2)       |
| Серветт-2 (3)           | 0:3          | Лозанна (2)       |
| Веве (3)                | 0:1          | Янг Бойз          |
| Біль-Б'єнн (3)          | 0:2 дч       | Тун (2)           |
| Крієнс (2)              | 0:2          | Лугано            |
| Віль (2)                | 3:2          | Санкт-Галлен      |
| Беллінцона (2)          | 3:0          | Баден (2)         |
| Колоб'є (3)             | 2:2 пен. 4:2 | Ксамакс           |
| Івердон Спорт (2)       | 0:0 пен. 5:3 | Сьон              |
| 21 листопада 2001       |              |                   |
| Аскона (4)              | 0:2          | Аарау             |

## 1/8 фіналу
| Команда 1             | Рахунок | Команда 2   |
| --------------------- | ------- | ----------- |
| 16 лютого 2002        |         |             |
| Ванген-бай-Ольтен (3) | 3:2     | Делемон (2) |
| 17 лютого 2002        |         |             |
| Колоб'є (3)           | 0:1     | Базель      |
| ФК Шаффгаузен (3)     | 0:3 дч  | Цюрих       |
| Люцерн                | 1:0 дч  | Аарау       |
| Беллінцона (2)        | 1:2     | Янг Бойз    |
| Віль (2)              | 3:2     | Лугано      |
| Тун (2)               | 2:4 дч  | Лозанна (2) |
| Івердон Спорт (2)     | 0:1     | Грассгоппер |

## 1/4 фіналу
| Команда 1             | Рахунок       | Команда 2   |
| --------------------- | ------------- | ----------- |
| 21 березня 2002       |               |             |
| Люцерн                | 0:0 пен. 3:4  | Грассгоппер |
| Ванген-бай-Ольтен (3) | 2:6 дч        | Янг Бойз    |
| Віль (2)              | 1:1 пен. 9:10 | Лозанна (2) |
| Цюрих)                | 1:4           | Базель      |

## 1/2 фіналу
| Команда 1      | Рахунок      | Команда 2   |
| -------------- | ------------ | ----------- |
| 11 квітня 2002 |              |             |
| Лозанна (2)    | 1:4          | Грассгоппер |
| Базель         | 1:1 пен. 4:3 | Янг Бойз    |

## Фінал
| 12 травня 2002 |

| Базель                    | 2:1 дч   | Грассгоппер |
| ------------------------- | -------- | ----------- |
| Тум 5' М.Якін 113' (пен.) | Протокол | Петрич 38'  |

| Санкт-Якоб Парк, Базель Глядачів: 33 433 Арбітр: Філіп Левба |